# Duncan E. McKinlay
Duncan E. McKinlay (ur. 6 października 1862 w Orillia w Kanadzie, zm. 30 grudnia 1914 w Berkeley) – amerykański polityk, członek Partii Republikańskiej.

## Działalność polityczna
W okresie od 4 marca 1905 do 3 marca 1911 przez trzy kadencje był przedstawicielem 2. okręgu wyborczego w stanie Kalifornia w Izbie Reprezentantów Stanów Zjednoczonych.